# ایتاکا (میشیگان)
ایتاکا، میشیگان (به انگلیسی: Ithaca, Michigan) یک شهر در ایالات متحده آمریکا با جمعیت ۲٬۹۱۰ نفر است که در میشیگان واقع شده‌است.

## موقعیت جغرافیایی
موقعیت جغرافیایی شهرها و مناطق اطراف به شرح زیر است: